# Aïn Azel
Ain Azel là một đô thị thuộc tỉnh Sétif, Algérie. Dân số thời điểm năm 2002 là 41.073 người.